# Jakub (Tsigunis)
Jakub, imię świeckie Joannis Tsigunis (ur. 1966 w Sydney) – australijski duchowny prawosławny pochodzenia greckiego w jurysdykcji Patriarchatu Konstantynopola, od 2011 biskup pomocniczy Arcybiskupstwa Australii ze stolicą tytularną w Melitupolis.

## Życiorys
W 2002 przyjął święcenia prezbiteratu. 20 lutego 2011 otrzymał chirotonię biskupią.